# Jorge Sampaio
Jorge Fernando Branco de Sampaio (18. září 1939, Lisabon, Portugalsko – 10. září 2021) byl politik, právník, prezident Portugalské republiky.

## Osobní život
Narodil se v Lisabonu. Rodina žila několik let v USA a Velké Británii, díky zaměstnání otce Arnalda de Sampaia (1908–1984), který byl lékařem. Matka se jmenovala Fernanda Bensaude Branco (1908–2000). Jeho dědeček Fernando Branco (1880–1940) byl námořním důstojníkem a portugalským ministrem zahraničních věcí. Babička Sara Bensliman Bensaude pak portugalská židovka z Maroka. Jeho bratr Daniel Sampaio je dětský psycholog a spisovatel.
Jorge Sampaio se prohlašoval za agnostika. Politickou kariéru zahájil již v mládí při studiu Právnické fakulty Lisabonské univerzity. Stal se součástí studentské nevole vůči fašistickému režimu panujícímu v zemi. V letech 1960–1961 vedl Studentskou unii v Lisabonu. Po absolvování studia práv v roce 1961 se stal obhájcem mnoha politických vězňů režimu.
Poprvé se oženil s lékařkou Karin Schmidt Diasovou. Podruhé vstoupil do manželství s Marií José Rodrigues Rittaovou (nar. 1941), se kterou má dvě děti, Veru Ritta de Sampaio (nar. 1977) a Andrého Ritta de Sampaio (nar. 1981).

## Politické počátky
Po karafiátové revoluci v roce 1974 financoval Hnutí socialistické levice (Movimento de Esquerda Socialista; MES), ale rozvíjející se projekt brzy opustil. V roce 1978 vstoupil do Socialistické strany, ve které setrval.
Do parlamentu byl poprvé za socialisty zvolen v roce 1979. V následujících pěti letech (1974–1984) byl také členem Evropské komise pro lidská práva. V období 1986–1987 vedl parlamentní frakci socialistů a v letech 1989–1992 vykonával funkci předsedy celé strany. V roce 1989 byl také zvolen 62. starostou Lisabonu. Ve vedení radnice setrval do roku 1995.

## Prezidentství
V roce 1995 vyjádřil Sampaio své přání zúčastnit se boje o prezidentský úřad. Dne 14. ledna 1996 v prvním kole prezidentských voleb porazil bývalého premiéra Aníbala Cavaco Silvu a 9. března se stal prezidentem republiky. Po uplynutí prvního mandátu ve funkci bez kontroverze byl znovuzvolen 14. ledna 2001.

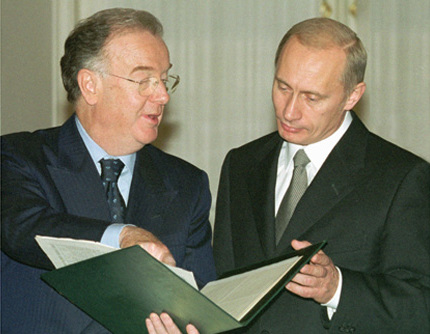
S prezidentem Vladimirem Putinem

 V roli prezidenta republiky se zaměřil zejména na sociální a kulturní oblast. Na mezinárodním poli došlo v prosinci 1999, k navrácení Macaa pod čínskou suverenitu a veřejnou publicitu získal i aktivním postojem ve věci nezávislosti Východního Timoru. Podílel se na podpisu dohody z května 1999 mezi Indonésií a Portugalskem, zprostředkovanou Organizací spojených národů, která obyvatelům Východního Timoru umožnila v referendu hlasovat o případné nezávislosti.

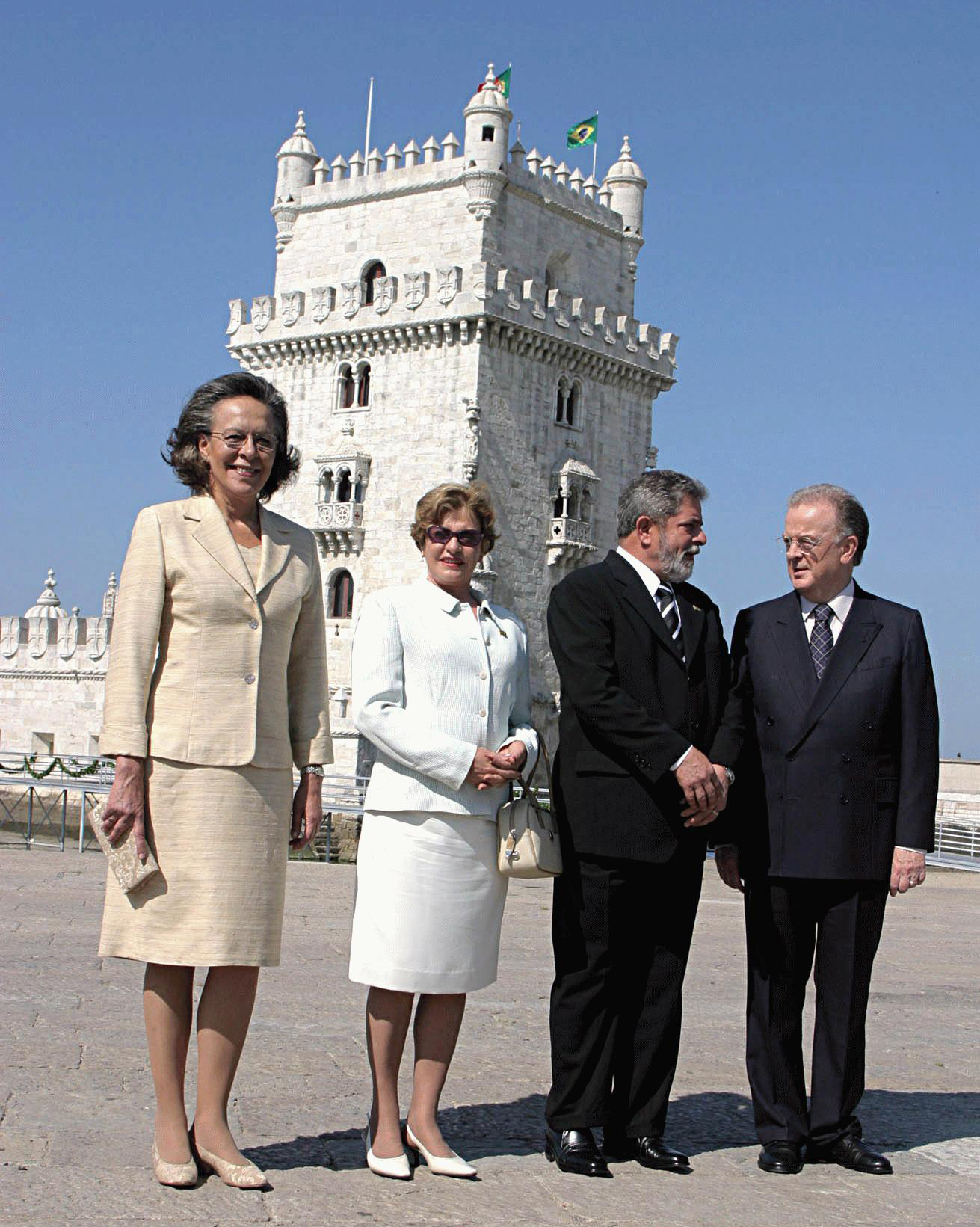
S brazilským prezidentem Lula da Silvou a manželkami

V roce 2004 odmítl vypsat předčasné parlamentní volby, po pádu vlády sociálního demokrata José Barrosa, což vyvolalo ostrý nesouhlas všech levicových stran a vedlo k rezignaci předsedy Socialistické strany Eduarda Ferro Rodriguese. Sampaio toto rozhodnutí učinil v zájmu stability země, která se nacházela v hospodářské recesi a jmenoval Pedra Santanu Lopese novým předsedou vlády. Ovšem již za čtyři měsíce, 30. listopadu 2004, vyhodnotil kroky vlády jako neúčinné v boji s recesí, a proto rozpustil parlament a vypsal nové volby na únor 2005.
Dne 24. února 2005 jmenoval José Sócratese novým předsedou vlády. V roce 2006, kdy již nemohl znovu kandidovat na úřad prezidenta, ve volbě jeho nástupce zvítězil Aníbal Cavaco Silva (22. ledna 2006), který se funkce ujal 9. března téhož roku.
Sampaio byl také členem nezávislé organizace Madridského klubu, která propaguje šíření demokratického modelu ve světě.